# Neoekspresjonizm

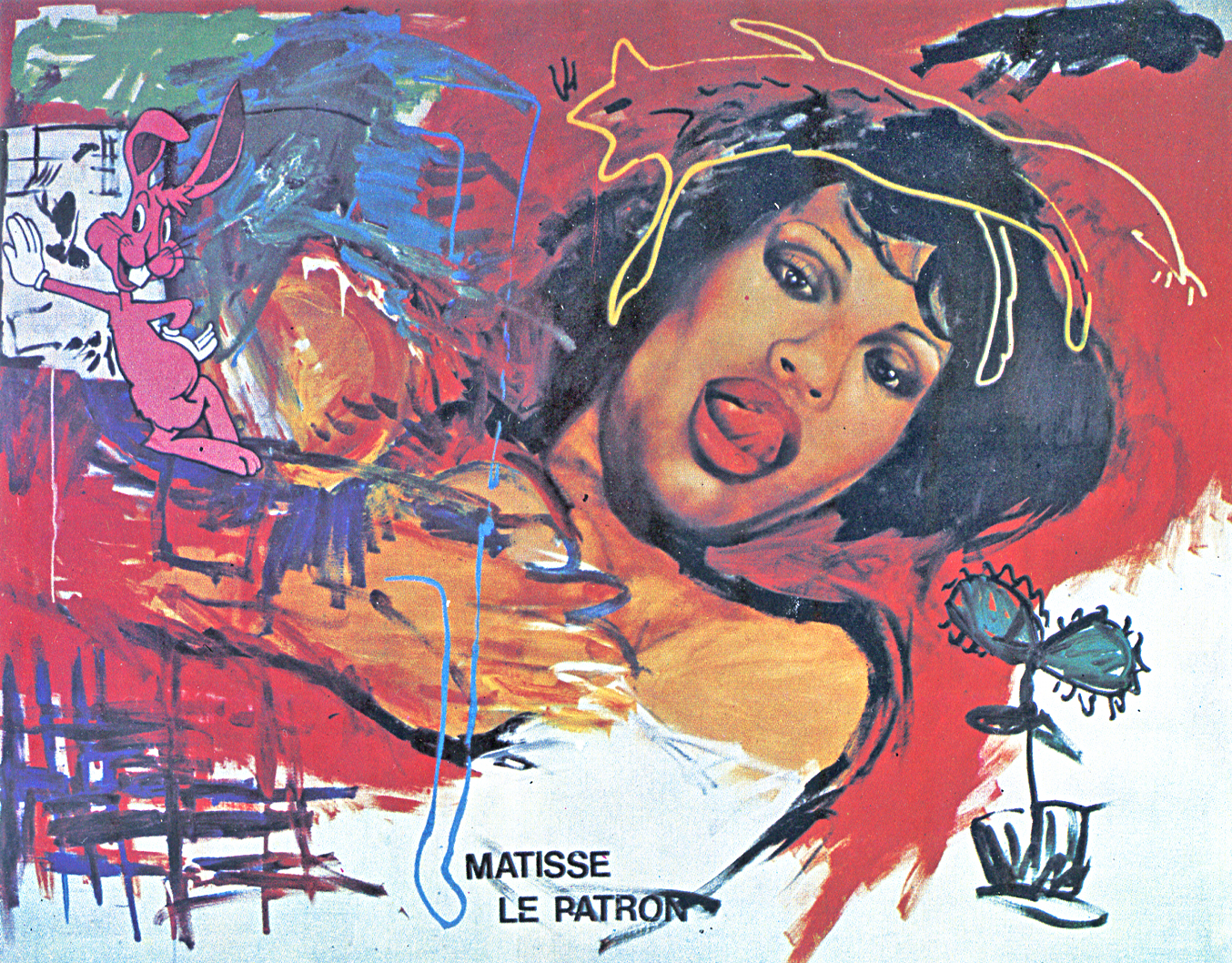
Marek Kamieński, Matisse le Patron

Neoekspresjonizm, również nowoekspresjonizm, Nowa Ekspresja – trend w sztuce współczesnej, którego początki można odnaleźć w późnych latach 60., przeżywający swój rozkwit w latach 80. XX wieku. 
Powstał w kontraście do modnego wówczas minimalizmu, konceptualizmu i abstrakcji geometrycznej. Cechą charakterystyczną Neoekspresjonistów jest wyrażanie uczuć, posługiwanie się emocjami, ekspresją i intuicją. Obrazy są często formą collage'ów, malowane ekspresywnymi, silnymi, a czasem pozornie niedbałymi pociągnięciami pędzla. Przedstawiają żywe, agresywne i osobiste widzenie świata wyrażając raczej spontaniczne odczucia niż konkretne idee.
Prekursorami ruchu byli: Georg Baselitz, Anselm Kiefer i A. Penck, Sandro Chia, Francesco Clemente, Julian Schnabel, Susan Rothenberg. Neoekspresjonizm wzorował się na działalności niemieckiej grupy Neue Wilde (Nowi Dzicy), działającej w ramach transawangardy. 
W Polsce do głównych postaci tego prądu należą: Zygmunt Magner, Krzysztof Skarbek, grupa Gruppa, grupa Koło Klipsa, LuXuS (Jerzy Kosałka, Paweł Jarodzki), Zdzisław Nitka, Marek Kamieński, Jerzy Świątkowski, Cezary Staniszewski, Janusz Mulak, Michał Kowalski, Grzegorz Śmigielski, Ludwik Konarzewski (junior).